# 中央广播电视总台粤港澳大湾区之声
中央广播电视总台粤港澳大湾区之声，简称大湾区之声，是中央广播电视总台旗下的中央人民广播电台为香港、澳门和珠江三角洲地区听众服务的区域性广播，是全国唯一覆盖香港、澳门和珠江三角洲地区，使用粤语等方言播出的国家级电台，前身为中央人民广播电台华夏之声，2019年9月1日改为现名，并在原普通话和粤语节目以外，增加潮州话、客家话广播时段，每天4:55-次日2:00播出（周二14:00-17:00停机检修）。该频道为中央广播电视总台成立以来第一个对内外完全改用中央广播电视总台为台呼，取代原对内之中央人民广播电台台呼的广播频道。
广播开始曲为小提琴版《彩云追月》，既富岭南音乐特色又显国际风范，同时男、女播音员以普通话和粤语、潮州话、客家话、上海话、闽南话五种方言，分别播报广播呼号。另外整点节目开始前亦会播放广东民乐《步步高》，并用粤语播报“大湾区之声”的简称台呼和电台口号以及各地频率。本频道在启播时使用的是与中国之声一样的普通话整点报时，但在一周后更改为粤语报时。

## 历史
- 1992年，中央人民广播电台第七套节目开播，定位对港澳及珠三角的新闻综合频率。[2]
- 1994年6月18日起，该频率更名为“中央人民广播电台华夏之声”[2]，2002年10月28日实行频率化改版。
- 2003年10月1日，华夏之声分拆为两套节目，分别是普通话频率（FM87.8）和普粤双语频率（FM104.9、AM1215）。[2]
- 2011年11月7日，因应中央人民广播电台香港之声开播[3]，华夏之声重新整合为一套节目。
- 2017年11月1日，FM87.8頻率調整為中央人民广播电台香港之声，不再转播华夏之声。
- 2019年9月1日7:00，中央人民广播电台华夏之声正式更名为粤港澳大湾区之声，简称大湾区之声。调频广播频率与原覆盖香港、澳门和珠江口地区的中央人民广播电台音乐之声互换，从104.9MHz改为101.2MHz。[1]
- 2019年11月7日，位于深圳前海深港基金小镇的中央广播电视总台粤港澳大湾区中心正式启用，该中心承担大湾区之声节目制播及新闻采集平台、新媒体制作等功能[4]。
- 2021年3月14日起，增加短波频率。
- 2022年7月1日（亦即香港回歸25週年）起，香港电台开始於歌賦山發射站使用FM 102.8MHz频率（即民間電台曾使用频率）转播粵港澳大灣區之聲，功率150W。[5]频率初期覆盖油尖旺、深水埗以及中西区、湾仔、九龙城及葵青区部分地区，后期将逐步增加覆盖范围。[6]另外，香港电台转播的大湾区之声在凌晨收播时间段内会转播中央人民广播电台香港之声的节目，周二下午也不会停止播音，而是墊播預錄的早間節目。
- 2023年2月起，香港歌賦山發射站發射的大灣區之聲（FM 102.8MHz）功率提升至3kW。

## 节目
大湾区之声节目类型分为新闻、财经、生活、文化、音乐等五大版块，考虑到受众目标年轻化，频率设置多档年轻人关注的文体娱乐、网络热点、文化精品等节目，以及满足青年生活就业需求的创业指导、心理疏导类节目。而相较于原来的华夏之声，大湾区之声粤语节目的比例大幅增加；之后更将所有普通话节目改为粤语或普粤双语播出，目前仅保留少数普通话公益广告、节目宣传片以及节目内的采访录音等。该频率亦会使用粤语现场直播中国大陆部分重要政治活动（例如：庆祝中华人民共和国成立70周年大会、庆祝中华人民共和国成立70周年联欢活动等）。

### 粤语
- 《醒晨好音乐》
- 《韵味岭南》
- 《湾区，早晨！》
- 《“港”清楚》
- 《叹世界》
- 《湾区速递》
- 《搵食大湾区》
- 《根脉中华》
- 《湾区在线》
- 《科创梦工场》（原普通话节目）
- 《谈股论金》（原普通话节目）
- 《千千闋歌》（原普通话节目）

其中《“港”清楚》及《湾区在线》在广州广播电视台金曲音乐广播、佛山人民广播电台、珠海电台综合广播、东莞广播电视台、中山电台综合广播、江门新闻综合广播、惠州综合广播及肇庆旅游广播等大湾区城市电台同步转播。
广东广播电视台珠江之声同步转播《湾区，早晨！》，在晚上8:30重播《湾区在线》。
《根脉中华》在台海之声和神州之声亦播出普通话版。

### 粤语、普通话双语混用
- 《华夏原创金曲榜》（原纯普通话节目，后改为由两个主持人分别用普通话和粤语对播形式主持。该节目从2023年12月18日起在台海之声播出纯普通话版）
- 《听多啲识多啲》（两个主持人分别用普通话和粤语对播形式主持）

### 潮州话
- 《天下潮人》（包括潮州广播电视台自办的《潮汕风情话》）

### 客家话
- 《四海客家》

## 播出频率
- 调频（FM）：
  - 广东省：
    - 101.2MHz（中山五桂山发射，可覆盖深圳及香港）
    - 98.0MHz（广州越秀山发射）
    - 93.2MHz（佛山电视塔发射，可覆盖佛山和肇庆）
    - 105.4MHz（珠海石景山公园发射，可覆盖澳门）

  - 香港（香港电台转播）：
    - 102.8MHz（歌赋山发射，可覆盖油尖旺、深水埗以及中西区、湾仔、九龙城及葵青区部分地区）
    - 103.7MHz（金山发射）
    - 104.4MHz（笔架山发射）
    - 105.1MHz（飞鹅山发射）
    - 106.6MHz（九龙坑山发射）
    - 106.8MHz（青山发射）
    - 107.3MHz（南丫岛发射）
- 调幅（AM）：
  - 中波（MW）1215kHz（珠海发射，可覆盖珠三角地区）
  - 短波（SW，可覆盖华南地区）：
    - 9745kHz（04:55-09:00，新疆喀什发射）
    - 13770kHz（09:00-次日02:05，新疆喀什发射）
    - 7345kHz（04:55-08:00、19:00-次日02:05，内蒙古呼和浩特发射）
    - 15550kHz（08:00-19:00，内蒙古呼和浩特发射）

## 收听率
根据深圳市广电部门公布的广播频率收听率和市场份额调查，大湾区之声开播十天后，收听率和市场份额位居深圳地区第五位，仅次于深圳电台交通、音乐、新闻频率和央广中国之声。同时，经对中国内地现有广播客户端等新媒体的点击率和下载量分析，大湾区之声的网络收听率位居粤语广播节目前三位。